# Costantino di Salm-Salm
Costantino Alessandro Giuseppe Giovanni Nepomuceno di Salm-Salm (Hoogstraten, 22 novembre 1762 – Karlsruhe, 25 febbraio 1828) è stato principe di Salm-Salm e assieme a Federico IV di Salm-Kyrburg fu principe sovrano del Principato di Salm (1802-1811).

## Biografia
Il 22 novembre 1762 Costantino nacque dal principe Massimiliano Federico Ernesto di Salm-Salm (1732-1773) e da langravia Maria Ludovica Eleonora d'Assia-Rheinfels-Rotenburg (1729-1800).
La sovranità nazionale pervenne a Costantino nel 1803, ottenendo due terzi dei feudi di Bocholt e Ahaus, derivati dalla secolarizzazione della diocesi di Münster, che gli vennero assegnati come compensazione per la perdita nel 1801 del Principato paterno di Salm-Salm che era stato ceduto alla Francia, anche se aveva mantenuto i possedimenti della propria famiglia sulla riva destra del Reno (1773).
Nel luglio del 1806 Costantino e Federico IV furono tra i fondatori della Confederazione del Reno, una confederazione di stati posti formalmente sotto il protettorato di Napoleone. I due principi unirono i loro domini, formando il Principato di Salm, che formalmente governarono assieme.
Il 13 dicembre 1810 la Francia annetté l'area del Principato di Salm che crollò con la caduta napoleonica del 1814, ma il Congresso di Vienna ricostituì il Principato, che però venne affidato alla Prussia in governo.

### Discendenza
Il principe Costantino si sposò tre volte. Una prima volta nel 1782 a Püttlingen con la principessa Vittoria Felicita di Löwenstein-Wertheim-Rochefort (1769-1789). Da questa unione nacquero:
- Principessa Maria Vittoria di Salm-Salm (1784-1786)
- Guglielmo Fiorentino Luigi Carlo (1786-1846), 4º principe di Salm-Salm e 4º duca di Hoogstraten.

⚭ Flaminia Rossi, nipote di Felice Baciocchi (1795-1840)
Nel 1788 egli sposò a Vinoř (Boemia), la contessa Maria Valburga di Sternberg-Manderscheid (1770-1806), dalla quale ebbe tre figli e quattro figlie:
- Principe Cristiano Filippo Augisto Felice di Salm-Salm (nato e morto 1791)
- Principe Giorgio Leopoldo Massimiliano Cristiano di Salm-Salm (1793-1836)

⚭ il 29 aprile 1828 Contessa Maria di Sternberg (1802-1870)
- Principessa Eleonora Guglielmina Luisa di Salm-Salm (1794-1871)

⚭ il 21 giugno 1819 Alfredo, X duca di Croÿ (1789–1861)
- Principessa Giovanna Guglielmina Augusta di Salm-Salm (1796-1868)

⚭ il 28 luglio 1824 Principe Filippo Francesco di Croÿ (1801-1871)
- Principessa Augusta Luisa Maria di Salm-Salm (1798-1837)
- Principessa Sofia di Salm-Salm (1799-?)
- Principe Francesco Giuseppe di Salm-Salm (1801-1842)

⚭ il 24 marzo 1841 Principessa Sofia di Löwenstein-Wertheim-Rosenberg (1814-1876)
- - Principessa Maria Eleonora Crescenzia Caterina di Salm-Salm (1842-1891)

Nel 1810 si risposò con una donna non nobile, Catherina Bender (1791-1831), che dal 1830 venne nobilitata con il titolo di contessa di Salm de Loon, dalla quale ebbe cinque figli, i quali godettero tutti del titolo di conti e contesse di Salm Hoogstraeten:
- Conte Ottone Luigi Osvaldo di Salm-Hoogstraeten (1810-1869)
- Conte Edoardo Augusto Giorgio di Salm-Hoogstraeten (1812-1886)
- Conte Rodolfo Ermanno Guglielmo Fiorentino Augusto di Salm-Hoogstraeten (1817-1869)
- Conte Alberto Federico Luigi Giovanni di Salm-Hoogstraeten (1819-1904)
- Conte Ermanno Giovanni Ignazio Federico di Salm-Hoogstraeten (1821-1902)

## Ascendenza
|                                     |                                                  |                                                     | Genitori                                                |  |  | Nonni |  |  | Bisnonni                        |  |  | Trisnonni                    |  |
|                                     |                                                  |                                                     |                                                         |  |  |       |  |  | 8. Guglielmo Fiorentino di Salm |  |  | 16. Carlo Fiorentino di Salm |  |
|                                     |                                                  |                                                     |                                                         |  |  |       |  |  | 8. Guglielmo Fiorentino di Salm |  |  | 16. Carlo Fiorentino di Salm |  |
|                                     |                                                  | 17. Maria Gabriella di Lalaing                      |                                                         |  |  |       |  |  | 8. Guglielmo Fiorentino di Salm |  |  |                              |  |
| 4. Nicola Leopoldo di Salm-Salm     |                                                  |                                                     |                                                         |  |  |       |  |  | 8. Guglielmo Fiorentino di Salm |  |  |                              |  |
|                                     |                                                  | 9. Maria Anna di Mansfeld                           | 18. Enrico Francesco di Mansfeld                        |  |  |       |  |  |                                 |  |  |                              |  |
|                                     |                                                  | 9. Maria Anna di Mansfeld                           | 18. Enrico Francesco di Mansfeld                        |  |  |       |  |  |                                 |  |  |                              |  |
|                                     |                                                  | 9. Maria Anna di Mansfeld                           | 19. Maria Luisa d'Aspremont-Nanteville                  |  |  |       |  |  |                                 |  |  |                              |  |
| 2. Massimiliano di Salm-Salm        |                                                  | 9. Maria Anna di Mansfeld                           |                                                         |  |  |       |  |  |                                 |  |  |                              |  |
|                                     |                                                  | 10. Luigi Ottone di Salm                            | 20. Carlo Teodoro di Salm                               |  |  |       |  |  |                                 |  |  |                              |  |
|                                     |                                                  | 10. Luigi Ottone di Salm                            | 20. Carlo Teodoro di Salm                               |  |  |       |  |  |                                 |  |  |                              |  |
|                                     |                                                  | 10. Luigi Ottone di Salm                            | 21. Luisa Maria del Palatinato                          |  |  |       |  |  |                                 |  |  |                              |  |
| 5. Dorotea Francesca Agnese di Salm |                                                  | 10. Luigi Ottone di Salm                            |                                                         |  |  |       |  |  |                                 |  |  |                              |  |
|                                     |                                                  | 11. Albertina Giovanna di Nassau-Hadamar            | 22. Maurizio Enrico di Nassau-Hadamar                   |  |  |       |  |  |                                 |  |  |                              |  |
|                                     |                                                  | 11. Albertina Giovanna di Nassau-Hadamar            | 22. Maurizio Enrico di Nassau-Hadamar                   |  |  |       |  |  |                                 |  |  |                              |  |
|                                     |                                                  | 11. Albertina Giovanna di Nassau-Hadamar            | 23. Anna Luisa di Manderscheid-Blankenheim              |  |  |       |  |  |                                 |  |  |                              |  |
| 1. Costantino di Salm-Salm          |                                                  | 11. Albertina Giovanna di Nassau-Hadamar            |                                                         |  |  |       |  |  |                                 |  |  |                              |  |
|                                     | 12. Ernesto Leopoldo d'Assia-Rheinfels-Rotenburg | 24. Guglielmo d'Assia-Rotenburg                     |                                                         |  |  |       |  |  |                                 |  |  |                              |  |
|                                     | 12. Ernesto Leopoldo d'Assia-Rheinfels-Rotenburg | 24. Guglielmo d'Assia-Rotenburg                     |                                                         |  |  |       |  |  |                                 |  |  |                              |  |
|                                     | 12. Ernesto Leopoldo d'Assia-Rheinfels-Rotenburg | 25. Maria Anna di Löwenstein-Wertheim               |                                                         |  |  |       |  |  |                                 |  |  |                              |  |
| 6. Giuseppe d'Assia-Rotenburg       | 12. Ernesto Leopoldo d'Assia-Rheinfels-Rotenburg |                                                     |                                                         |  |  |       |  |  |                                 |  |  |                              |  |
|                                     |                                                  | 13. Eleonora Maria di Löwenstein-Wertheim-Rochefort | 26. Massimiliano Carlo di Löwenstein-Wertheim-Rochefort |  |  |       |  |  |                                 |  |  |                              |  |
|                                     |                                                  | 13. Eleonora Maria di Löwenstein-Wertheim-Rochefort | 26. Massimiliano Carlo di Löwenstein-Wertheim-Rochefort |  |  |       |  |  |                                 |  |  |                              |  |
|                                     |                                                  | 13. Eleonora Maria di Löwenstein-Wertheim-Rochefort | 27. Maria Polissena Khuen von Lichtenberg und Belasi    |  |  |       |  |  |                                 |  |  |                              |  |
| 3. Ludovica d'Assia-Rotenburg       |                                                  | 13. Eleonora Maria di Löwenstein-Wertheim-Rochefort |                                                         |  |  |       |  |  |                                 |  |  |                              |  |
|                                     |                                                  | 14. Luigi Ottone di Salm (= 10)                     | 28. Carlo Teodoro di Salm (= 20)                        |  |  |       |  |  |                                 |  |  |                              |  |
|                                     |                                                  | 14. Luigi Ottone di Salm (= 10)                     | 28. Carlo Teodoro di Salm (= 20)                        |  |  |       |  |  |                                 |  |  |                              |  |
|                                     |                                                  | 14. Luigi Ottone di Salm (= 10)                     | 29. Luisa Maria del Palatinato (= 21)                   |  |  |       |  |  |                                 |  |  |                              |  |
| 7. Cristina di Salm                 |                                                  | 14. Luigi Ottone di Salm (= 10)                     |                                                         |  |  |       |  |  |                                 |  |  |                              |  |
|                                     |                                                  | 15. Albertina Giovanna di Nassau-Hadamar (= 11)     | 30. Maurizio Enrico di Nassau-Hadamar (= 22)            |  |  |       |  |  |                                 |  |  |                              |  |
|                                     |                                                  | 15. Albertina Giovanna di Nassau-Hadamar (= 11)     | 30. Maurizio Enrico di Nassau-Hadamar (= 22)            |  |  |       |  |  |                                 |  |  |                              |  |
|                                     |                                                  | 15. Albertina Giovanna di Nassau-Hadamar (= 11)     | 31. Anna Luisa di Manderscheid-Blankenheim (= 23)       |  |  |       |  |  |                                 |  |  |                              |  |
|                                     |                                                  | 15. Albertina Giovanna di Nassau-Hadamar (= 11)     |                                                         |  |  |       |  |  |                                 |  |  |                              |  |